# گروپلو کایرولی
گروپلو کایرولی (به ایتالیایی: Gropello Cairoli) یک کومونه در ایتالیا است که در استان پاویا واقع شده‌است. گروپلو کایرولی ۲۶٫۱ کیلومتر مربع مساحت و ۴٬۶۰۲ نفر جمعیت دارد.